# Rörmyrtjärnen (Lycksele socken, Lappland, 721474-162700)
Rörmyrtjärnen är en sjö i Lycksele kommun i Lappland och ingår i Umeälvens huvudavrinningsområde.